# كلية دبي للتخاطب باللغة الإنجليزية
كلية دبي للتخاطب باللغة الإنجليزية هي مدرسة بريطانية خاصة تقع في المدينة الأكاديمية، دبي، الإمارات العربية المتحدة. وتتبع المنهج الوطني لإنجلترا. تأسس مركز DESC على يد مدير المدرسة الأول، بيتر دالي، في عام 2005 مع 35 طالبًا في الصف السابع، ويقع مقره في موقع عود ميثاء للمدرسة الشقيقة - مدرسة دبي للتخاطب باللغة الإنجليزية، وهي أقدم مدرسة بريطانية في دبي. اعتبارًا من ديسمبر 2016، تضم الكلية أكثر من 1100 طالب من السنة 7 إلى السنة 13.
تقع مرافق مركز DESC في المدينة الأكاديمية وافتتحت رسميًا في فبراير 2007 من قبل دوقة كورنوال والأميرة هيا بنت الحسين، أميرة الأردن وشيخة دبي.

## التاريخ
أُسست كلية دبي للتخاطب باللغة الإنجليزية في عام 2005 على يد أول مدير، بيتر دالي، وكان عدد طلابها 35 طالبًا فقط في الصف السابع. وتأخذ اسمها من المدرسة الشقيقة لها، مدرسة دبي للتخاطب باللغة الإنجليزية، وهي أقدم مدرسة بريطانية في دبي. يقع مركز DESC في الأصل في موقع عود ميثاء للمدرسة الشقيقة، ثم انتقل إلى المدينة الأكاديمية في فبراير 2007، حيث افتتحت مرافقه رسميًا من قبل دوقة كورنوال والأميرة هيا بنت الحسين.
عيّن أندرو جيبس مديرًا جديدًا للمدرسة، في عام 2011 وتضاعف حجم الكلية خلال تلك الفترة. في عام 2014، عيين أول مدير لـ DESSC (DESS و DESC)، وأصبح كريس فيزارد (نائب مدير المدرسة سابقًا) هو المدير الجديد في DESC.

## حرم الجامعة
تنقسم كلية دبي للتخاطب باللغة الإنجليزية إلى تسعة مباني منفصلة. يحتوي الحرم الجامعي أيضًا على 4 ملاعب وحمامي سباحة و4 ملاعب لكرة الشبكة. أحدث إضافة إلى DESC هو مركز النموذج السادس.

## جائزة دوق إدنبرة الدولية
الجائزة الدولية (المعروفة أحيانًا باسم جائزة دوق إدنبرة) هي برنامج دولي لجوائز الشباب، تأسس في المملكة المتحدة. اعتبارًا من ديسمبر 2016، شاركت مدارس من أكثر من 144 دولة. تُكرّم الجائزة المراهقين والشباب لاستكمالهم سلسلة من تمارين التحسين الذاتي، التي تهدف إلى الجمع بين الخبرات العملية والمهارات الحياتية من أجل إعداد المشاركين فيها. تسمح كلية دبي للتخاطب باللغة الإنجليزية للطلاب من السنة 10 حتى السنة 13 بالمشاركة في جميع الجوائز الثلاث (البرونزية والفضية والذهبية).

## رياضة
تحتفظ كلية دبي للتخاطب باللغة الإنجليزية بفرق كرة السلة وكرة القدم وكرة الشبكة والراوندرز والرجبي السبعات واتحاد الرجبي. يتنافس كل فريق في أربع فئات عمرية، وهي تحت 12 عامًا (يُقرأ على أنها أقل من اثني عشر عامًا)، وتحت 14 عامًا وتحت 16 عامًا وتحت 18 عامًا. فازت DESC ببطولة U19 Rugby 7s في دبي في 2017 Dubai Rugby 7s.

## مدرسة دبي للتخاطب باللغة الإنجليزية
مدرسة دبي للتخاطب باللغة الإنجليزية هي مدرسة بريطانية خاصة تتبع المنهج الوطني لإنجلترا، وهي مدرسة شقيقة لكلية دبي للتخاطب باللغة الإنجليزية. DESS هي أقدم مدرسة للغة الإنجليزية في دبي، تأسست عام 1963 وتقع في عود ميثاء، دبي. توفر المدرسة التعليم الابتدائي للطلاب من المرحلة التأسيسية 1 (FS1) إلى السنة 6، واعتبارًا من ديسمبر 2016، تضم حوالي 900 طالب.